# Protestantische Pfarrkirche Odenbach

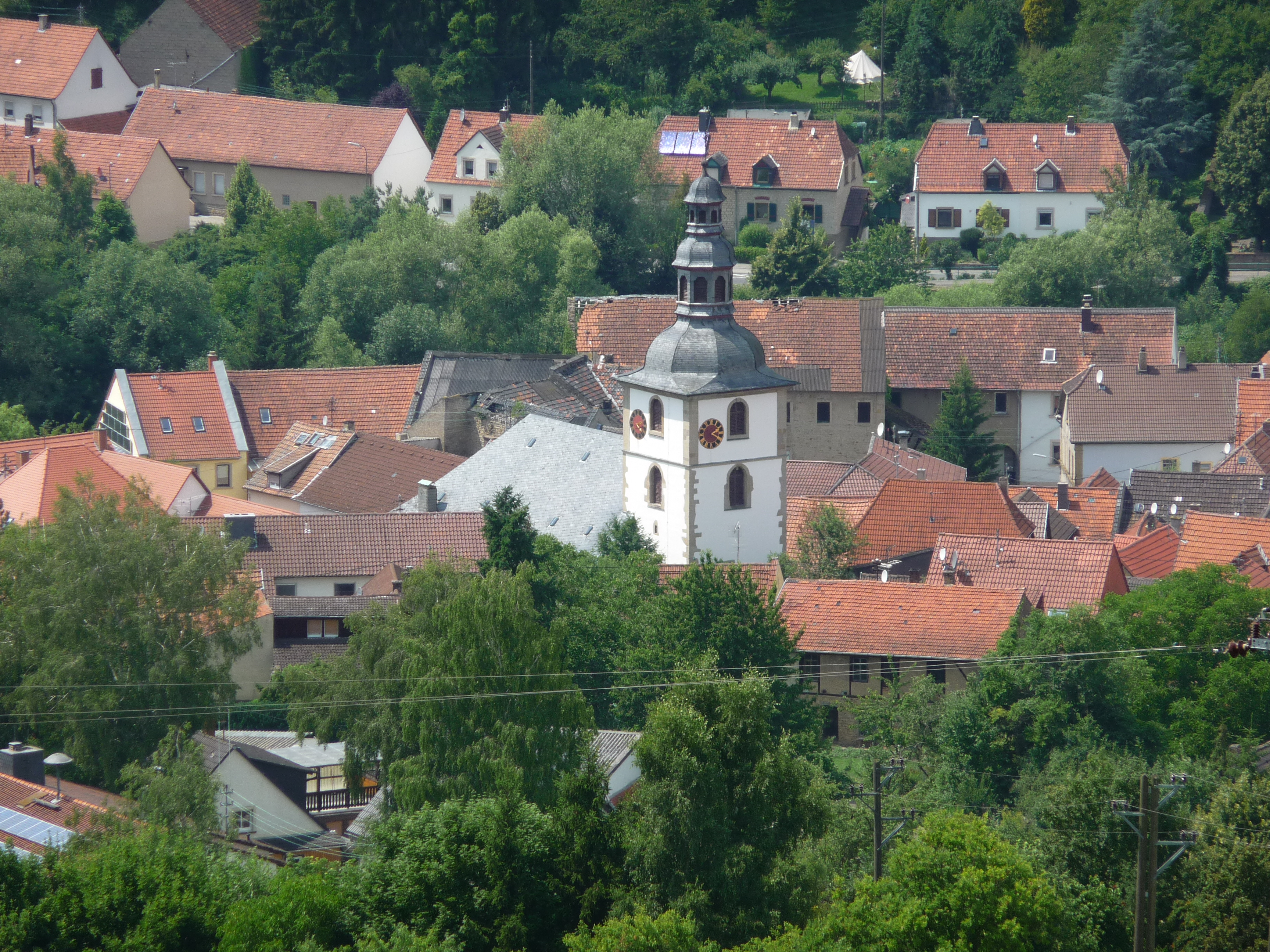
Luftbild des Odenbacher Ortskernes mit der Kirche, 2009

Die Protestantische Pfarrkirche in Odenbach am Glan ist zu wesentlichen Teilen ihrer heutigen Bausubstanz ein spätbarocker bis klassizistischer Saalbau aus dem 18. Jahrhundert; Teile des Kirchturmes stammen schon aus dem Spätmittelalter. Nachgewiesen ist eine Kirche in Odenbach bereits in karolingischer Zeit; damit dürfte es sich um eine der ältesten Kirchen im Glantal handeln. Heute nach Westen ausgerichtet, war sie ursprünglich wahrscheinlich geostet. Es wird vermutet, dass der untere Teil des Kirchturmes im Mittelalter und der frühen Neuzeit als Chor diente. Die Odenbacher Kirche liegt im Norden der Evangelischen Kirche der Pfalz. Derzeit ist sie wegen gravierender Baufälligkeit geschlossen.

## Beschreibung
Das Kirchenschiff der Odenbacher Kirche wurde von dem spätbarocken bis klassizistischen Architekten Philipp Heinrich Hellermann geplant. Es ist ein Saalbau mit einem Halbwalmdach. Er steht auf Quadersockeln, hat Eckpilaster, ein Traufgesims und an beiden Seitenwänden jeweils drei Rundbogenfenster mit Keilsteinen. Auf der Nordseite gibt es eine größere Kirchentür unter dem mittleren Fenster des Kirchenschiffs sowie ein kleineres, schlichtes Renaissance-Portal am Turm. Der untere Teil des Kirchturms, der östlich an das Schiff anschließt, stammt aus dem Spätmittelalter und war lange Zeit wohl ein Chorturm. Er wird durch dreibahnige Maßwerkfenster im Stil der Gotik erhellt, deren Zahlensymbolik auf die Trinitätslehre hinweist, ebenso wie die jeweils drei Fenster an den Seiten des jüngeren Kirchenschiffs. Der Turm wurde zweimal im Lauf der Jahrhunderte aufgestockt und erhielt seine heutige Gestalt 1766, als er um sein drittes Stockwerk ergänzt und mit einer durch zwei Laternen gegliederten Welschen Haube bekrönt wurde.

## Geschichte

### Mittelalter
Bereits im Jahr 893 wurde im Prümer Urbar als eine unter zahlreichen Besitzungen, an denen die Reichsabtei Prüm Rechte anmeldete, auch eine Kirche in Odenbach erwähnt, zu der fünfzehn Tagwerke Land gehörten. Späteren Quellen zufolge war sie dem heiligen Petrus gewidmet; es dürfte sich um eine romanische Hallenkirche gehandelt haben, die deutlich kleiner war als das heutige Gebäude.

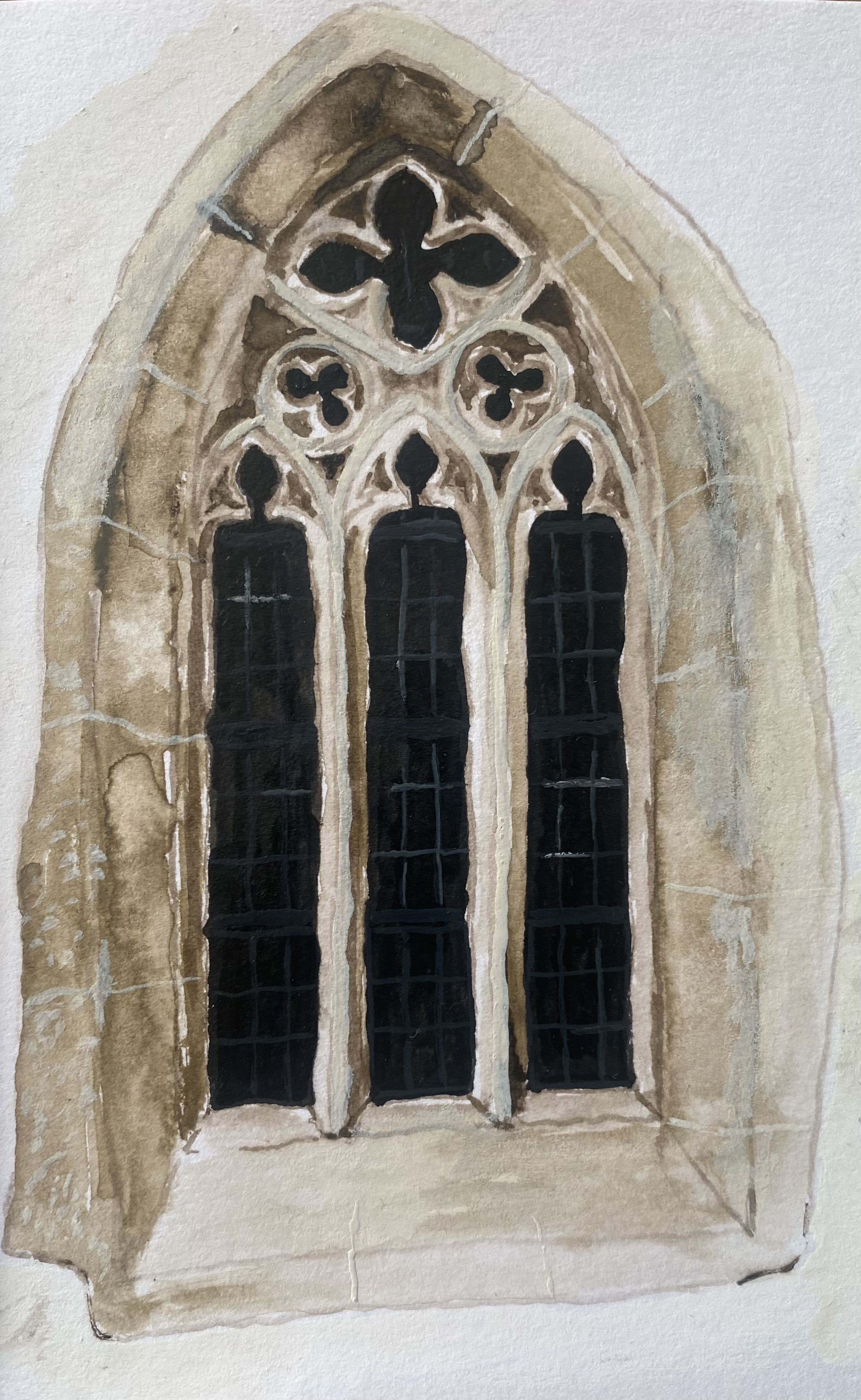
Aquarellskizze eines erhaltenen gotischen Maßwerkfensters im Odenbacher Kirchturm.

Im 13. Jahrhundert angefügt wurde ein Kirchturm an der Ostseite, der bis heute an seinen gotischen Maßwerkfenstern als ältester erhaltener Teil der Bausubstanz erkennbar ist. Manche Quellen datieren den Turm erst auf das 14. Jahrhundert.
Im Laufe des Mittelalters ging die Erhebung des Odenbacher Kirchenzehnten vom Kloster Prüm auf andere über, möglicherweise in die Hände derer von Numagen, spätestens gegen Ende des 13. Jahrhunderts jedenfalls an die Grafschaft Veldenz und in Teilen an örtliche Ritter.
Zeitweise war die Odenbacher Kirche der Kirche im benachbarten Medard als Filialkirche unterstellt.
Auf Ersuchen des Grafen Heinrichs II. von Veldenz wurde der Odenbacher Kirche am 15. Juni 1367 ein Separationsbrief ausgestellt, der sie von der Kirche St. Medard löste und zu einer eigenen Pfarrkirche erhob. Da der Pfarrer von Medard zugleich Abt des Klosters Disibodenberg war, stand die Kollatur betreffend die Odenbacher Kirche weiterhin in Tradition der Medarder Rechte dem Abt vom Disibodenberg zu.
Ausgestattet war die Odenbacher Kirche vor der Reformation mit mindestens zwei Altären, wovon der Hauptaltar Petrus, ein weiterer dem heiligen Valentin gewidmet war.
Im Jahr 1508 wurde der Kirchturm um ein weiteres Stockwerk erhöht.

### Reformationszeit
Über die Odenbacher Verhältnisse in der frühen Reformationszeit ist wenig bekannt. Bereits 1533 im Herzogtum Pfalz-Zweibrücken auf Landesebene eingeführt, dürfte die tatsächliche Umsetzung in den Ortsgemeinden ein langsamer Prozess gewesen sein. Für die Odenbacher Kollatur war mit dem Abt des Klosters Disibodenberg noch immer die althergebrachte kirchliche Stelle zuständig. Bei Weitem radikaler als der proreformatorisch eingestellte Herzog Wolfgang widersprachen auch Geistliche der Region, darunter der Odenbacher Pfarrer Maximus Irsch, ebenso wie seine Amtskollegen im benachbarten Meisenheim und Medard, dem Augsburger Interim von 1548 entschieden – lieber wollten sie freiwillig ihre Pfarrstellen aufgeben als das Interim anzunehmen – wohingegen der Herzog im Zwiespalt zwischen Rechtgläubigkeit und Staatsräson einen Kompromiss suchte. Einem Kirchenvisitationsprotokoll von 1553 zufolge legte der Odenbacher Pfarrer Irsch bei der Taufe im Wesentlichen den Katechismus Luthers zugrunde. Zudem war Irsch verheiratet. 1557 erließ Herzog Wolfgang schließlich eine neue Kirchenordnung, deren Beachtung er mit regelmäßigen Visitationen zu überwachen versuchte.
1575 wurde Becherbach der Odenbacher Pfarrei unterstellt.
1584 baten die Kirchenältesten Herzog Johann I. um eine neue Glocke und dachten dabei schon an die Brauchbarkeit für eine Turmuhr. Im selben Jahr noch sollten zwei neue Glocken in den Kirchturm gehängt werden, wobei jedoch eine abstürzte und zerbrach; ein Unfall, der fast anderthalb Jahrhunderte lang Folgen zeigte: Die Obrigkeit wurde von den Kirchenältesten um Ersatz gebeten, worauf die Antwort war, man sollte andernorts nach einer überzähligen Glocke Ausschau halten. Man nahm schließlich die Glocke der Hirsauer Kirche, als deren Pfarrstelle vakant war – sodass Einwohner des Eßweiler Tales mit den Odenbachern eine Rechnung offen hatten.
Nachdem Herzog Johann I. sich im Jahr 1588 dem Calvinismus zugewandt und am 25. März 1592 eine entsprechende Synodalordnung erlassen hatte, wurde auch die vormals lutherische Kirchengemeinde Odenbach zunehmend calvinistisch bzw. reformiert geprägt. Dennoch gab es weiterhin bekennende Lutheraner in Odenbach und Umgebung, die lange Zeit eigene Gemeinden bildeten und einer von der reformierten unabhängigen Kirchenverwaltung unterstanden.

### Zustand und Baufälligkeit im 17. Jahrhundert
Schon 1608 klagte Pfarrer Johann Jacob Renner, die Kirche sei in Teilen baufällig und notdürftig mit Stützen versehen. Aus dem folgenden Jahr gibt es ein Visitationsprotokoll, das auf die Zuständigkeiten hinweist – die Kollatur hatte nun der Landesfürst inne, aber „die Kirch bauet der Kirchenschaffner“ – und „das Chor in der Kirchen“ als „sehr gefährlich bawfellig“ erwähnt. Es gibt die Interpretation, dass das untere Stockwerk des Kirchturmes den Chor der Kirche bildete, in dem der Hauptaltar stand. Die Lage des Turmes mit dem seinerzeitigen Chor am östlichen Ende der Kirche spricht für diese Deutung als Chorturm, eine im Mittelalter regional häufig anzutreffende Bauform.

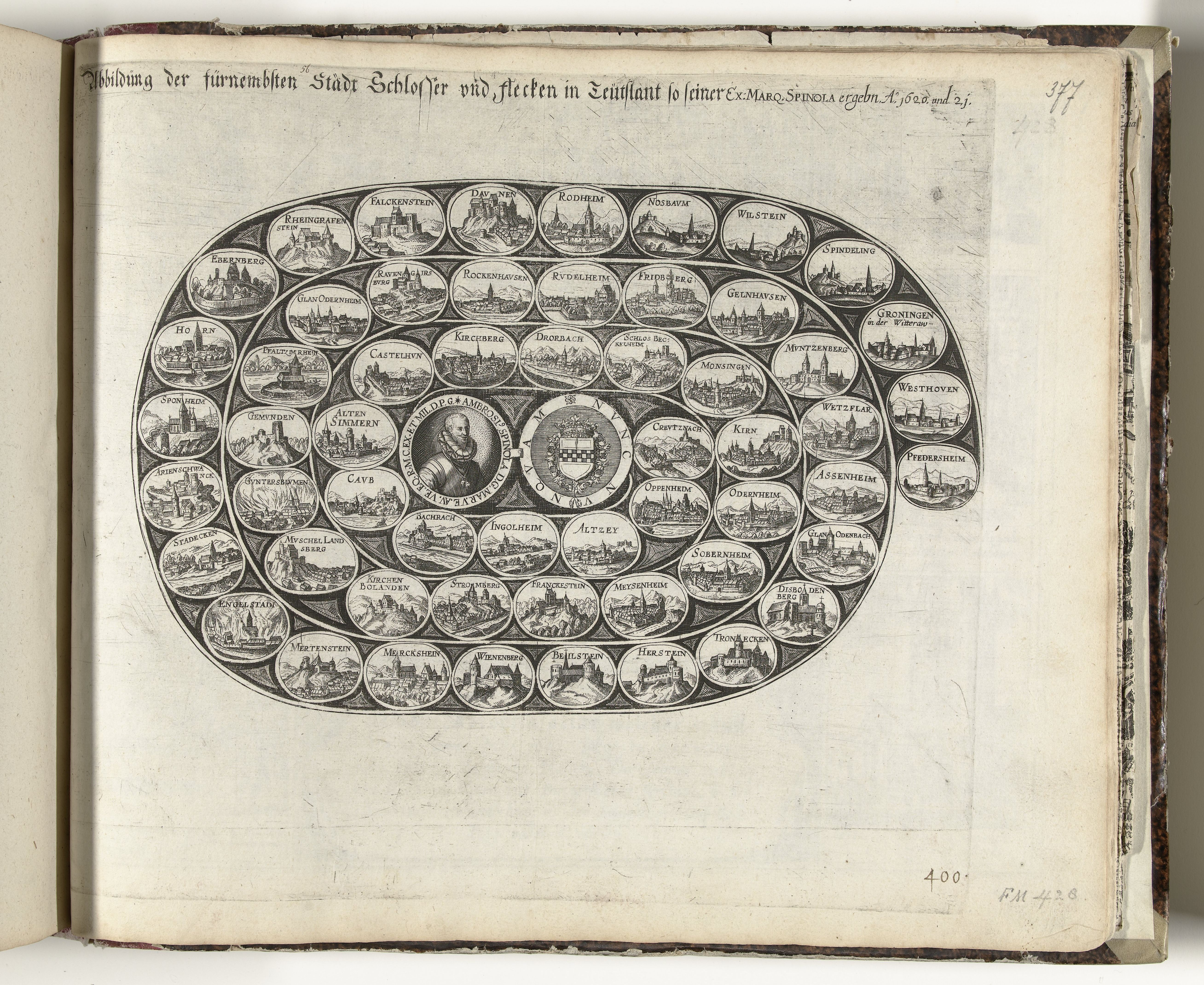
Spinolaschnecke;
Abbildung der fürnembsten Städt Schlosser und flecken in Teütschlant so seiner Ex. Marq. Spinola ergebn Ao. 1620 und 21

Die vielleicht älteste Abbildung Odenbachs und der Odenbacher Kirche ist ein Flugblatt aus dem Dreißigjährigen Krieg („Spinolaschnecke“), die neben anderen Orten auch Odenbach („Glan-Odenbach“) offenbar spiegelverkehrt darstellt. Der Kirchturm des Dorfes trägt auf dieser Abbildung noch ein spitzes Dach.
Aus der Zeit des Dreißigjährigen Krieges (1618–1648) liegen keine weiteren Zeugnisse vor. Erst 1661 ließ Herzog Friedrich Ludwig eine Bestandsaufnahme der Schäden an Kirchen und Pfarrhäusern machen. Über die Odenbacher Kirche wird darin von abgefaulten Balken, einer eingestürzten Treppe und notdürftigen Reparaturen mit Brettern berichtet, zudem seien die Fenster „frey“ (offenbar unverglast), weshalb sich die Odenbacher über Kälte beschwerten; viele würden im Winter die Predigt versäumen. Es wurde ein Wiederaufbau gefordert. Die Trümmer der Jahrzehnte zuvor zerbrochenen Odenbacher Kirchenglocke, die in Meisenheim eingelagert waren, wurden 1644 schließlich verwendet, um die Hochzeitsreise und eine Kur des Herzogs Friedrich I. zu finanzieren. 1653 ging aus dem Eßweiler Tal eine Beschwerde ein, man möge die Hirsauer Glocke zurückgeben, da die Hirsauer Kirche nun wieder einen Pfarrer und an Festtagen mehr als zweihundert Gottesdienstfeiernde habe. Die Odenbacher wiesen das Ansinnen zunächst zurück, jedoch entschied die Zweibrücker Regierung zugunsten der Hirsauer Kirche, deren Pfarrer Franzenius anlässlich eines Todesfalles im nächsten Jahr die Wiedererlangung der großen Glocke dokumentierte.

### Änderungen in der Kirchenverwaltung
Becherbach wurde 1685 in der (reformierten) Kirchenverwaltung an Gangloff angegliedert, das seinerseits von 1533 bis 1758 der Pfarrei in Ransweiler angehörte. 1675 wurde die Pfarrei Medard nebst Adenbach, Ginsweiler und Cronenberg Odenbach unterstellt, wobei Medard und Cronenberg heute nicht mehr zur Kirchengemeinde Odenbach gehören.

### Simultane Kirchennutzung während und nach der französischen Herrschaft
Als das Herzogtum Pfalz-Zweibrücken zur französischen Saarprovinz gehörte (1683–1697), wurde die Odenbacher Kirche anscheinend als Simultaneum der unterschiedlichen christlichen Konfessionen, auch der römisch-katholischen, genutzt. Zu derselben Zeit war der Herzog von Pfalz-Zweibrücken in Personalunion zugleich schwedischer König (Karl XI.), sodass die Region unterschiedlichen Obrigkeiten mit verschiedenen Konfessionen unterstand. Einer amtlichen Statistik aus dem Jahr 1688 zufolge waren von fünfzig Odenbacher Familien eine römisch-katholischen, 38 reformierten, 10 lutherischen und eine jüdischen Glaubens. Provoziert durch den französischen König Ludwig XIV. brach in dieser Zeit der Pfälzische Erbfolgekrieg aus, mit dessen Ende mit dem Frieden von Rijswijk die simultane Kirchennutzung den Katholiken und Lutheranern verboten wurde. Weiterhin bemühten sich aber die Odenbacher Lutheraner um eine Mitnutzung der Kirche; eine solche Initiative gab es etwa 1718. Offenbar konnten sich die Lutheraner aber erst vollständig durchsetzen, als 1784 die Zweibrücker Obrigkeit die Reformierten ermahnte, man möge den Lutheranern nicht nur Abendmahls- und Kasualfeiern, sondern auch „die ein oder andere Bettagspredigt“ gestatten.

### Baufälligkeit und tiefgreifender Umbau im 18. Jahrhundert
Noch aus den 1730er Jahren sind Quellen erhalten, die von einem wesentlich kleineren Kirchlein sprechen, es ist von einer 28 Schuh (ca. 9,34 m) langen Vorkirche mit einem 16 Schuh (ca. 3 m) langen und 9 Schuh (ca. 3 m) breiten Nebengebäude, womöglich einem Beinhaus, die Rede. Das Dach des Nebengebäudes war massiv beschädigt, außerdem drang Wasser zwischen das Nebengebäude und die Wand des Hauptgebäudes ein. Wahrscheinlich war es der ursprüngliche romanische Bau mit seinem später angefügten gotischen Kirchturm. Nach der Rückerstattung der Hirsauer Glocke hatte es lange keinen Ersatz gegeben, der Versuch, mit Unterstützung der Obrigkeit auf einen behaupteten Besitzanspruch hin im Jahr 1721 die Kirchenglocken von Niederkirchen zu entwenden, war am bewaffneten Widerstand der Niederkirchener gescheitert. 1728 wird jedoch wieder eine große Odenbacher Glocke erwähnt, die bereits abgenutzt sei, weswegen um Einschmelzung und Ergänzung um weiteres Material zum Guss einer größeren Glocke gebeten wurde. 1730 wurde angeordnet, das einsturzgefährdete Nebengebäude abzureißen.
Am 31. Januar 1733 wurde Odenbach bei einem Brand großteils zerstört. Auch der Kirchturm wurde beschädigt, wobei die vor wenigen Jahren erst ersetzte größte Glocke zersprang. Der Turm konnte jedoch renoviert werden; 1735 gab die Bürgerschaft eine größere Uhr in Auftrag, wobei über die vorige nichts bekannt ist. Bezüglich des Kirchenschiffes wird aber noch 1759 das pfalz-zweibrückische Bauamt durch die reformierte Kirchengemeinde gemahnt, man könne die Kirche nicht mehr sicher betreten. Von morschen Balken ist die Rede, außerdem habe bereits „für etlichen Jahren“ ein fallender Stein den Herrn „Pfarrer nechst erschlagen“. Man wollte deshalb Material für einen Neubau herbeischaffen und das alte Kirchengebäude abbrechen.
1736 wurde die große Glocke noch einmal umgegossen, war jedoch bereits 1742 durch einen Sprung wieder unbrauchbar, sodass sie 1743 noch einmal gegossen wurde. Der Neuguss hielt jedoch wieder nur zwei Jahre und wurde 1746 ebenfalls ersetzt.
Abgebrochen wurde schließlich das Kirchenschiff im Winter 1761/62, wohingegen der gotische Turm erhalten blieb. Zur möglichen Feier der Grundsteinlegung des neuen Kirchenschiffes sah sich die reformierte Kirchengemeinde in der Pflicht, bei der Obrigkeit anzufragen, ob die Lutheraner mitfeiern dürften oder nicht. Letztlich wurde auf größere Feierlichkeiten verzichtet. Philipp Heinrich Hellermann, ein spätbarocker bis klassizistischer Architekt aus dem benachbarten Meisenheim und Landbaudirektor des Herzogtums, übernahm die Planung der Bauarbeiten; der Odenbacher Maurermeister Peter Schulz konnte für die Ausführung gewonnen werden. Der größeren Grundfläche wegen musste das nun zu größeren Teilen in Hanglage gelegene Kirchengebäude auf einem abschnittsweise hohen Sockel aus Sandsteinquadern errichtet werden. Das Langhaus ist mit Eckpilastern gestaltet. Im September 1764 wurde die Odenbacher Kirche eingeweiht.

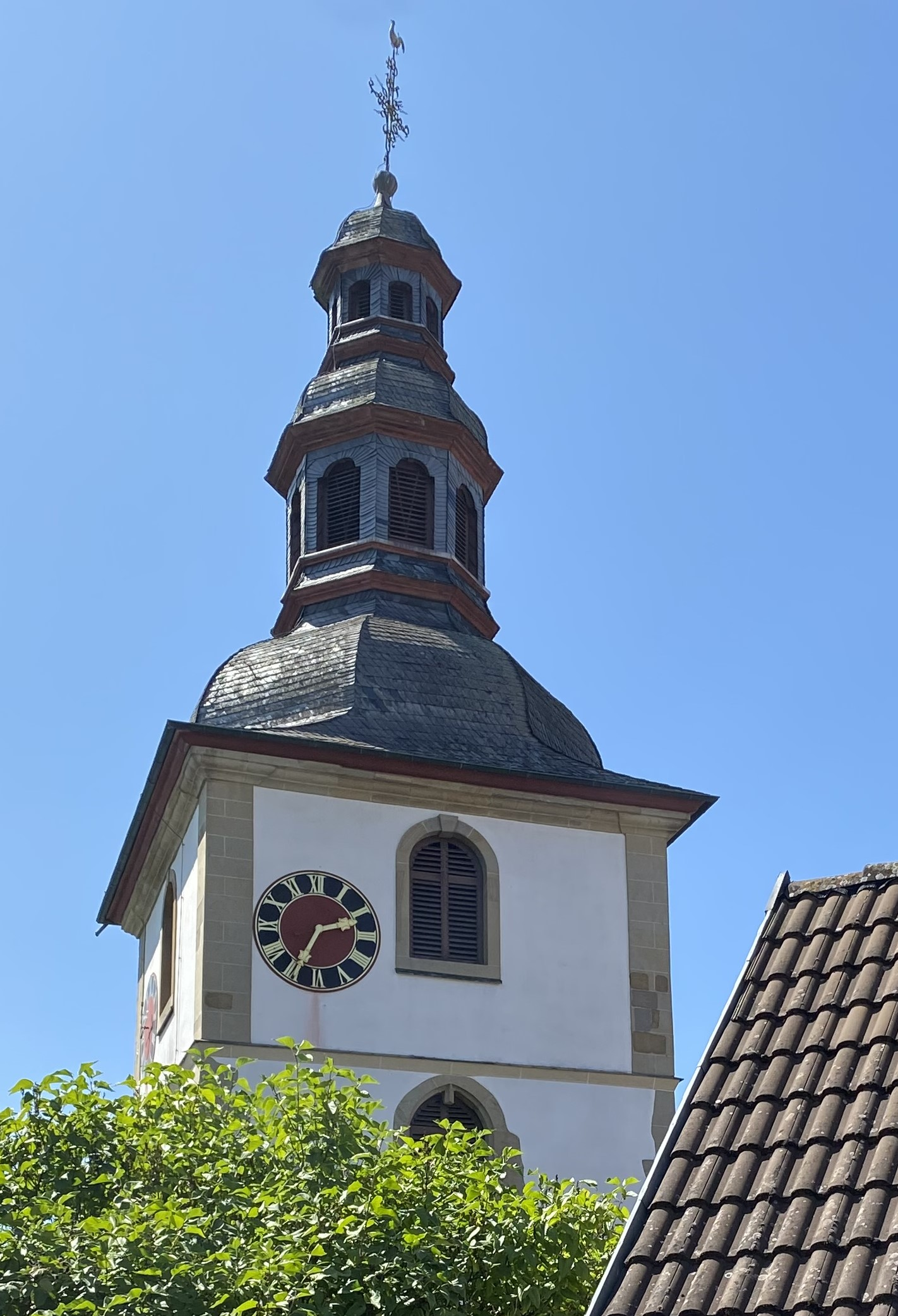
Die welsche Haube von 1766

1766 wurde der mittelalterliche Kirchturm um ein drittes Stockwerk erhöht und mit einer Welschen Haube mit drei übereinanderliegenden Kuppeln auf achteckigem Grundriss bekrönt. Mit diesem Anblick prägt die Kirche das Ortsbild bis ins 21. Jahrhundert hinein.

### Das 19. Jahrhundert
1818 wurden die beiden Hauptzweige des Protestantismus in der nunmehr als Exklave zum Königreich Bayern gehörigen Pfalz vereinigt. Dem ging eine Befragung unter den ca. 130.000 reformierten und ca. 105.000 lutherischen Pfälzer Christen voraus, unter denen sich eine relative Mehrheit für die Kirchenunion aussprach. In der Tradition dieser Kirchenunion steht noch die heutige Evangelische Kirche der Pfalz als unierte protestantische Landeskirche. Ernstliche Streitigkeiten zwischen Lutheranern und Reformierten gehören damit auch in Odenbach der Vergangenheit an.
Da die drei Kirchenglocken nicht miteinander harmonierten, überdies auch eine davon zersprungen war, wurden die beiden kleineren um 1850 zu einer größeren umgegossen; der Glockenstuhl musste aus statischen Gründen umgebaut werden. 1854 wurde eine zweimanualige Orgel des Kaiserslauterer Orgelbauers Wagner mit mechanischen Schleifladen eingebaut. 1891 wurde das Geläut wieder um eine dritte, kleinere Glocke ergänzt.

### Das 20. Jahrhundert
In den Jahren vor dem Ersten Weltkrieg baute Orgelbauer Joseph Poppe in das vorhandene Gehäuse ein neues Werk mit Kegelladen ein; dabei wurden die meisten Pfeifen der Wagner-Orgel wiederverwendet. Die Glocken mussten im Ersten Weltkrieg zum Einschmelzen für Kriegsmaterial abgegeben werden, sodass Odenbach 1925 drei neue Glocken bekam. Im Zweiten Weltkrieg wurden auch diese mit Ausnahme einer kleineren Glocke eingezogen. Hermann Rudolf Wolfrum, der von 1928 bis 1934 die Odenbacher Pfarrstelle innehatte, trat schon 1929 in die NSDAP ein und schloss sich 1934 der regimetreuen innerkirchlichen Bewegung der sogenannten Deutschen Christen an. Noch kurz nach der nationalsozialistischen „Machtergreifung“ sollen deshalb jeden Sonntagmorgen örtliche Kommunisten vor dem Pfarrhaus demonstriert haben. Von 1935 ist überliefert, ein Sozialdemokrat sei während der Sonntagspredigt in seiner Kirchenbank aufgestanden und habe mit dem Protestruf „Du machst aus einem Bethaus ein Parteilokal“ den Gottesdienst verlassen. 1934 verließ Wolfrum die Pfarrstelle in Odenbach und wurde Leiter des rheinischen NS-Pfarrerbundes. 1939 trat er aus der Kirche aus, trat jedoch nach dem Ende der NS-Diktatur wieder ein. 1951 bekam Odenbach neue Kirchenglocken. Das Uhrwerk von 1735 wurde 1966 außer Dienst gestellt und sollte im Landratsamt Kusel museal ausgestellt werden; sein tatsächlicher Verbleib ist jedoch ungeklärt. Auch der Innenraum und weitere Teile Kirche wurden 1966/67 renoviert. 1975 wurde die Kirchengemeinde Gangloff, die auch Roth, Becherbach und Reiffelbach umfasste, in die Kirchengemeinde Odenbach eingegliedert, sodass heute zur Kirchengemeinde Odenbach sieben Dörfer gehören: Odenbach, Adenbach, Ginsweiler, Becherbach, Gangloff, Roth und Reiffelbach. Einige dieser Dörfer verfügen über eigene Kirchengebäude. 1983 erhielt der Odenbacher Kirchturm, wieder durch die politische Gemeinde finanziert, ein neues Uhrwerk. Zwischen 1972 und 1991 wurde schrittweise die Orgel erneut umgebaut: Oberlinger aus Windesheim baute ein neues Werk ein, nun wieder mit Schleifladen. Außerdem erhielt die Odenbacher Orgel statt des Fußtretblasebalges ein elektrisches Gebläse.

### Erneute Baufälligkeit im 21. Jahrhundert

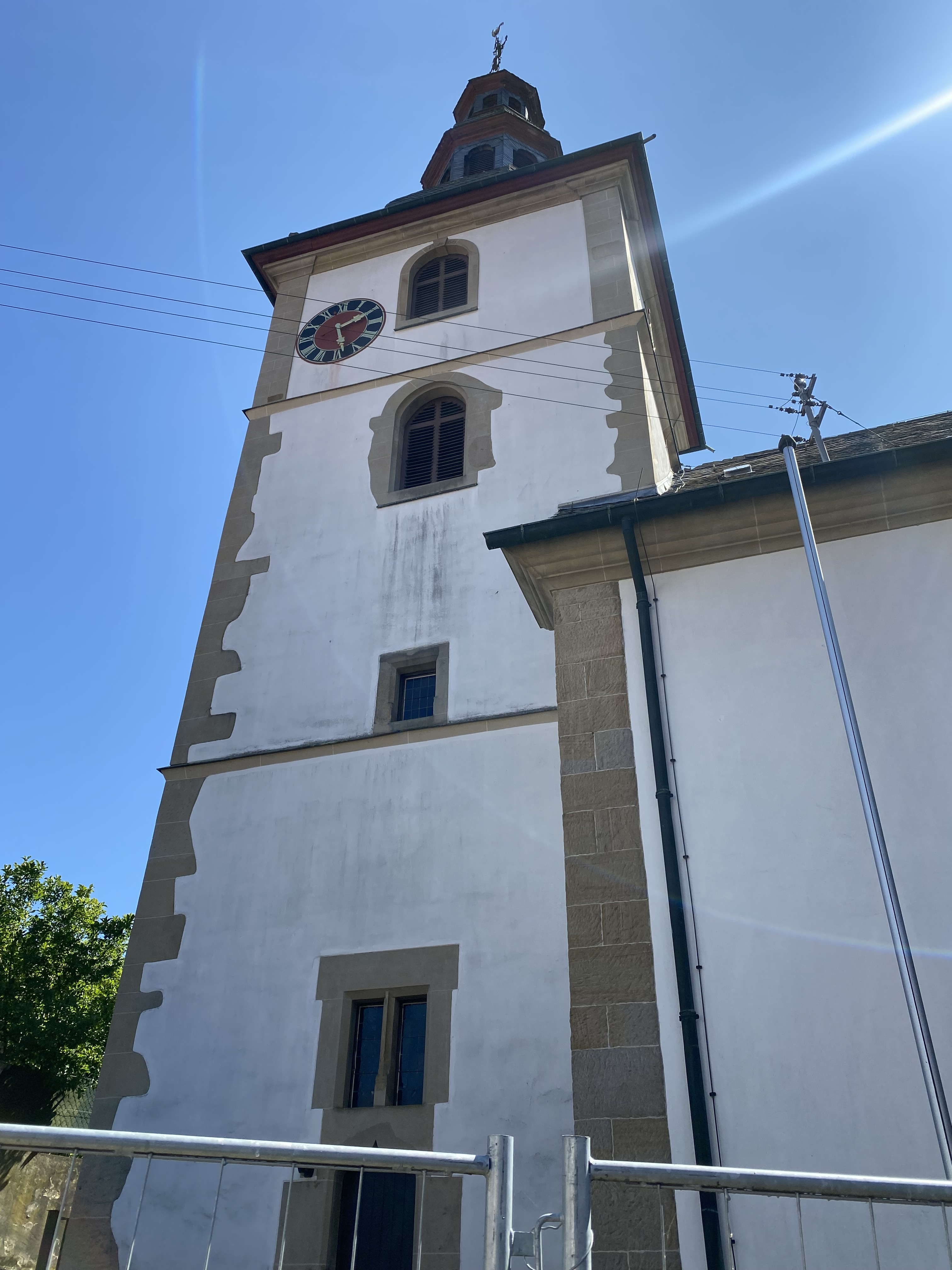
Der Kirchturm mit Bauzaun im August 2025: Noch besteht die welsche Haube von 1766

Im Jahr 2020 wurde bekannt, dass der Dachstuhl des Kirchturms von 1766 sowie des Kirchenschiffs von 1764 baufällig ist; seit Ende 2020 ist die Odenbacher Kirche aus Sicherheitsgründen geschlossen. Insbesondere der Dachstuhl des Turms – die welsche Haube von 1766 – ist so marode, dass er nach der Einschätzung eines Architekten innerhalb eines Jahres hätte renoviert werden müssen. Insgesamt werden für die Kirchensanierung bis zu 650.000 Euro gebraucht, weshalb zum ersten Advent des Jahres 2021 eine Fundraising-Kampagne für die Odenbacher Kirche gestartet wurde, die bislang allerdings nur einen Bruchteil der benötigten Summe einbrachte. Im Jahr 2023 erhielt die Kirchengemeinde eine Förderung für die Turmsanierung von der Stiftung KiBa, allerdings nur 15.000 Euro. Um mit niedrigeren Kosten die Kirche erhalten zu können, wurde beschlossen, die welsche Haube von 1766 abzureißen und stattdessen den Kirchturm mit einem Pyramidendach auszustatten, was man mit dem Verweis auf das alte Kirchturmdach vor dem Umbau im 18. Jahrhundert als denkmalschutzkonform darstellen will. Allerdings war der Turm damals um ein Stockwerk niedriger (s. o.).

## Heutige Ausstattung

### Orgel
Die heutige Orgel wurde in den letzten drei Jahrzehnten des 20. Jahrhunderts von dem Orgelbauunternehmen Oberlinger um- und ausgebaut, aus Kostengründen schrittweise und unter Verwendung gebrauchter Teile aus der Dürkheimer Schlosskirche. Auch wurde das alte Gehäuse von Carl Wagner wiederverwendet. Die Windladen sind Schleifladen, Spiel- und Registertraktur mechanisch. Heute hat die Orgel auf zwei Manualen und Pedal folgende Disposition:
| I Hauptwerk C - g3 |              |     |
| 1.                 | Bordun       | 16' |
| 2.                 | Principal    | 8'  |
| 3.                 | Holzgedackt  | 8'  |
| 4.                 | Octave       | 4'  |
| 5.                 | Flauttravers | 4'  |
| 6.                 | Superoctave  | 2'  |
| 7.                 | Mixtur       | 5f  |
| 8.                 | Trompete     | 8'  |

| II Unterwerk C - g3 |                |
| 9.                  | Gedackt 8'     |
| 10.                 | Salicional 8'  |
| 11.                 | Principal 4'   |
| 12.                 | Rohrflöte 4'   |
| 13.                 | Spitzoctave 2' |
| 14.                 | Sesquialter 2f |
| 15.                 | Krummhorn 8'   |
|                     | Tremulant      |

| Pedal C-f1 |             |
| 16.        | Subbaß 16'  |
| 17.        | Octavbaß 8' |
| 18.        | Flötbaß 4'  |
| 19.        | Posaune 16' |

- Koppeln: II/I, I/P, II/P

### Glocken
Das Odenbacher Geläut besteht aus vier Glocken mit den Tönen f´ (Ewigkeits und Totenglocke), as´ (Abendglocke), b´, c´´ (Früh- und ehemals auch Schulglocke). Mit Ausnahme der letzten, der kleinsten, die als Bronzeglocke von 1925 verblieben ist, sind es Gussstahlglocken von 1951.

### Kirchenschiff
Anders als mutmaßlich vor dem Umbau im 18. Jahrhundert, ist die Kirche heute nicht geostet. Der Altar steht im Westen. Die Kanzel ist über den (vom Kirchenschiff her gesehen) linksseitigen Pfarrstuhl begehbar und hängt mitten über dem Altar. Über der Kanzel ist ein Baldachin.
Dem Innenraum ist die Umgestaltung von 1966 anzusehen. Der Fußboden besteht seither aus Solhofener Platten, die Kirchenbänke sind aus Sipoholz. Der Durchgang vom Turm zum Kirchenschiff erhielt eine Glastür. Auch Kanzel, Pfarrstuhl und Altar sind in Angleichung an das neue hölzerne Gestühl seither nicht mehr bemalt.

## Odenbacher Kerwe
Wie vielerorts in der Region wird auch in Odenbach traditionell jedes Jahr die Kirchweihe (lokal:Kerwe/Kerb) als großes Dorffest gefeiert. Passend zur Wiedereinweihung der Kirche nach dem Umbau im September 1764 ist noch in der zweiten Hälfte des 19. Jahrhunderts die Kirchweihe als Volksfest für das zweite Septemberwochenende belegt: So warb ein Odenbacher Wirt mit Tanzbelustigung und gutem Wein „am Sonntag und Montag dem 13. und 14. September wie alljährlich“; ein Bäcker des Dorfes notierte für den 11. September 1881 (auch den zweiten Sonntag im September) in seiner Buchführung das Backen der „Kerwekuchen“. Heute wird die Odenbacher Kerwe jedoch, ungeachtet ihres historischen Ursprunges, am dritten Wochenende im August gefeiert.